# Йироль
Йироль (англ. Yirol) — город в центральной части Южного Судана, на территории округа Западный Йироль штата Озёрный.

## Географическое положение
Город находится в южной части штата, на берегу одноимённого озера, на расстоянии приблизительно 94 километров к западу-северо-западу (WNW) от города Румбек, административного центра штата и на расстоянии 218 километров к северо-западу от столицы страны Джубы. Абсолютная высота — 438 метров над уровнем моря.

## Население

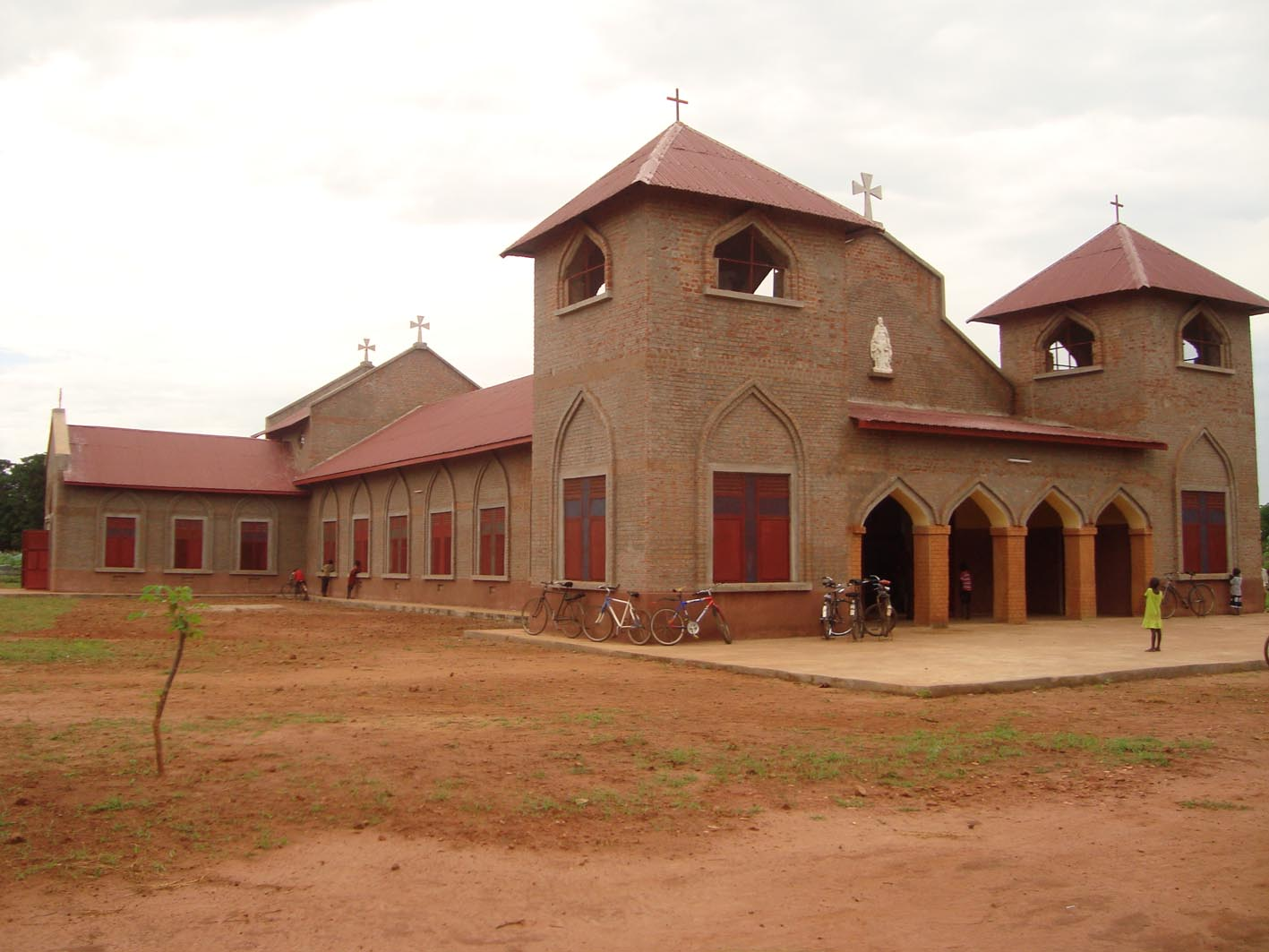
Йирольская церковь

По данным Национального бюро статистики Республики Южный Судан (National Bureau of Statistics) численность населения Йироля в 2010 году составляла 12 707 человек.

## Экономика и транспорт
Основу экономики города составляют сельскохозяйственное производство (в котором значимую роль играет скотоводство) и рыболовство.
В центральной части города расположен одноимённый аэропорт (ICAO: HSYL).